# Norlandair
Norlandair (code OACI: FNA) est une compagnie aérienne islandaise, fondée en 2008 et basée à l'aéroport d'Akureyri. Elle est la propriété à 50% d'Air Greenland.  

## Destinations

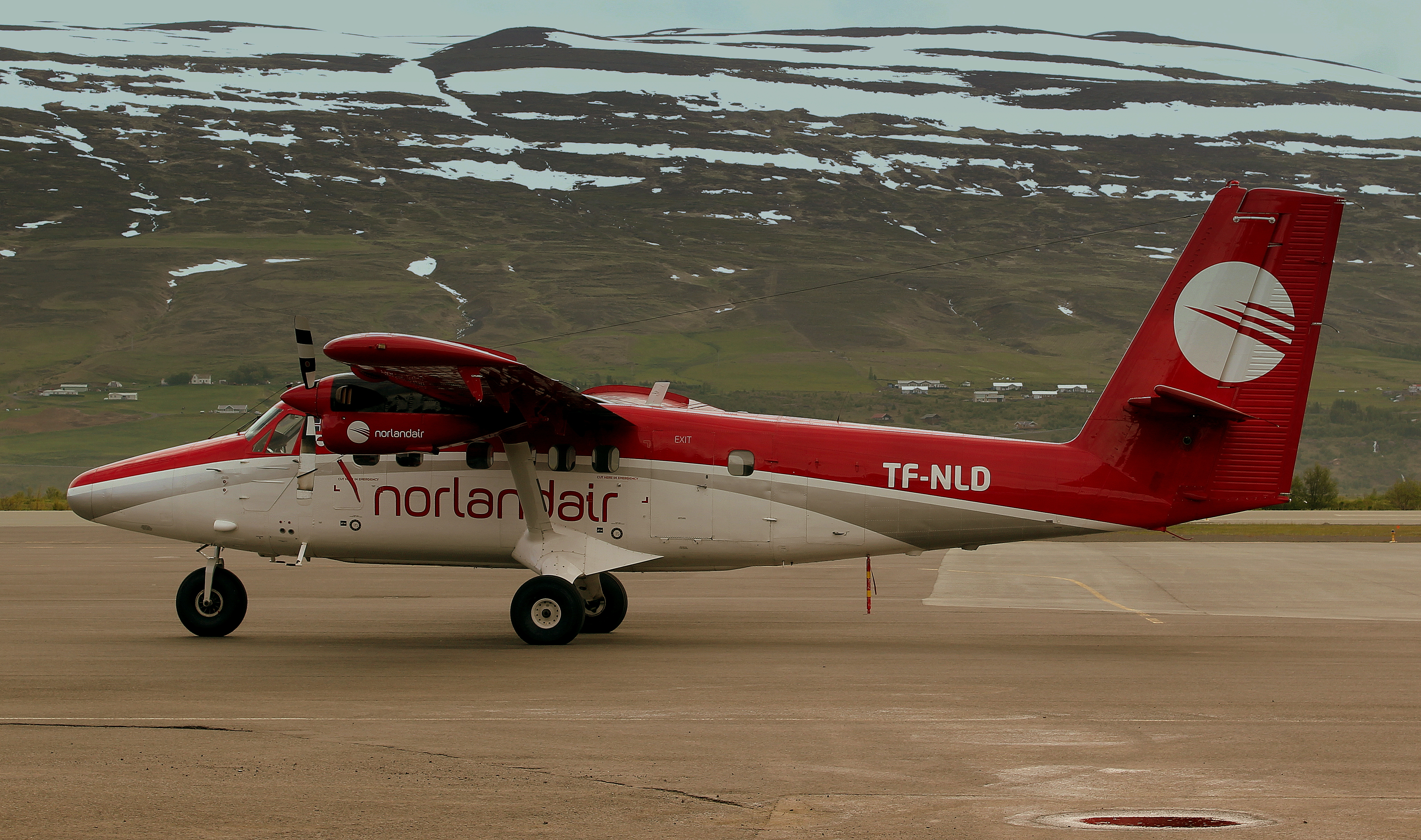

| Ville          | Pays      | AITA | OACI | Aéroport       | Note       |
| -------------- | --------- | ---- | ---- | -------------- | ---------- |
| Akureyri       | Islande   | AEY  | BIAR | Akureyri       |            |
| Grimsey        | Islande   | GRY  | BIGR | Grímsey        |            |
| Illoqortormiut | Groenland | CNP  | BGCO | Nerlerit Inaat |            |
| Reykjavik      | Islande   | RKV  | BIRK | Reykjavik      | Saisonnier |
| Vopnafjörður   | Islande   | VPN  | BIVO | Vopnafjörður   |            |
| Þórshöfn       | Islande   | THO  | BITN | Þórshöfn       |            |
| Bíldudalur     | Islande   | BIU  | BIBD | Bíldudalur     | Saisonnier |
| Gjögur         | Islande   | GJR  | BIGJ | Gjögur         | Saisonnier |

### Partage de codes
- Air Iceland

## Site internet
- Site de la compagnie